# 合肥路街道
合肥路街道是中国山东省青岛市市北区下辖的一个街道。

## 行政区划
合肥路街道下辖东山社区、同德路社区、丽景苑社区、劲松三路社区、延兴路社区、一小区社区、桦川路社区、河马石社区、劲松一路社区。